# Bateau de Halsnøy
Le bateau de Halsnøy désigne les restes d'une barque découverts en 1896 à l'ouest de la Norvège. La datation au carbone 14 indique une origine vers l'an 400 (entre 380 et 540). Les éléments originaux, brisés dans l'Antiquité et chargés de pierres (sans doute à l'occasion d'un rite sacrificiel) se trouvent au Musée maritime de Bergen.
Une réplique construite en 2007 par Knut Sørnes se trouve au musée de Horda  dans l'Ouest de la Norvège.

## La découverte
En 1896, alors qu'il cultivait une zone marécageuse (cap de Buneset) sur l'île d'Halsnøy (Sunnhordland), Johannes Jørgensen Tofte découvrit les morceaux d'un très vieux navire. Johannes Silseth alors étudiant à l'école d'agriculture de Ås, contacta des spécialistes qui comprirent vite l'importance de cette découverte. Les restes, seulement deux virures, un couple et un tolet, fort abimés lors de l'excavation, ont alors rejoint la collection d'antiquité de l'université de Bergen. Il fut alors difficilement reconstitué à l'aide des connaissances dont on disposait déjà en Norvège et à l'étranger, dans sa forme originelle, avec les matériaux et les techniques de construction de l'époque.

## Description

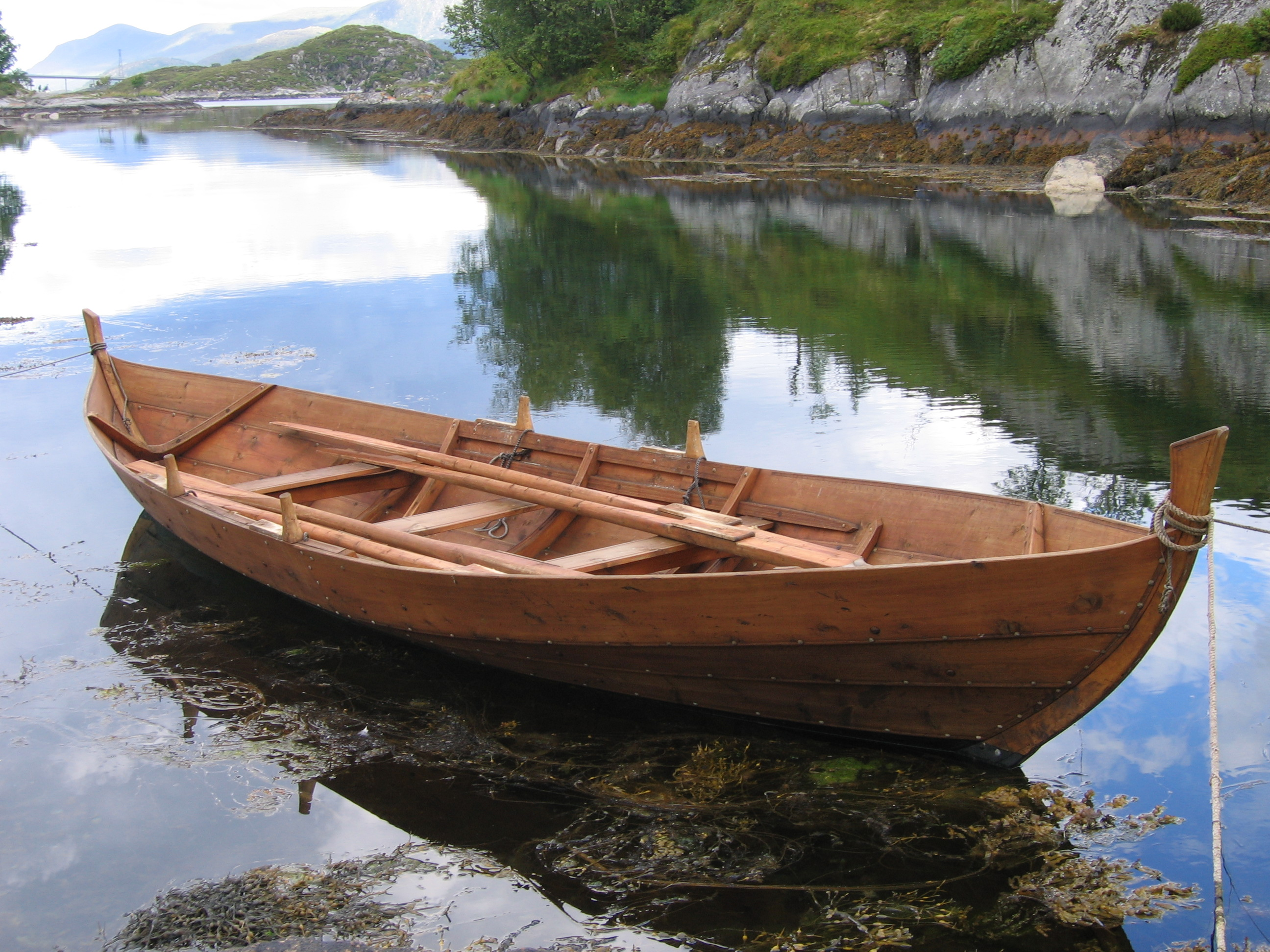
Færing, aux dimensions quasi identiques à celui de Halsnøy- Herøy kystmuseum by Silje.

Le bateau présente de grandes ressemblances avec le bateau de Nydam trouvé au Danemark, il est également l'un des plus vieux exemples connus de bateau à clin. À cause de l'état des vestiges, il est difficile d'estimer de manière certaine sa longueur, mais elle était surement d'environ 17 - 18 pieds (5,2 - 5,5 mètres) proche du færing actuel. La réplique mesure quant à elle 5,45 m pour une largeur de 1,20 m.
Il était équipé de tolets et était donc mû à la rame ; aucune trace de mât ou de gréement n'a en effet été découvert.

## Technique de construction

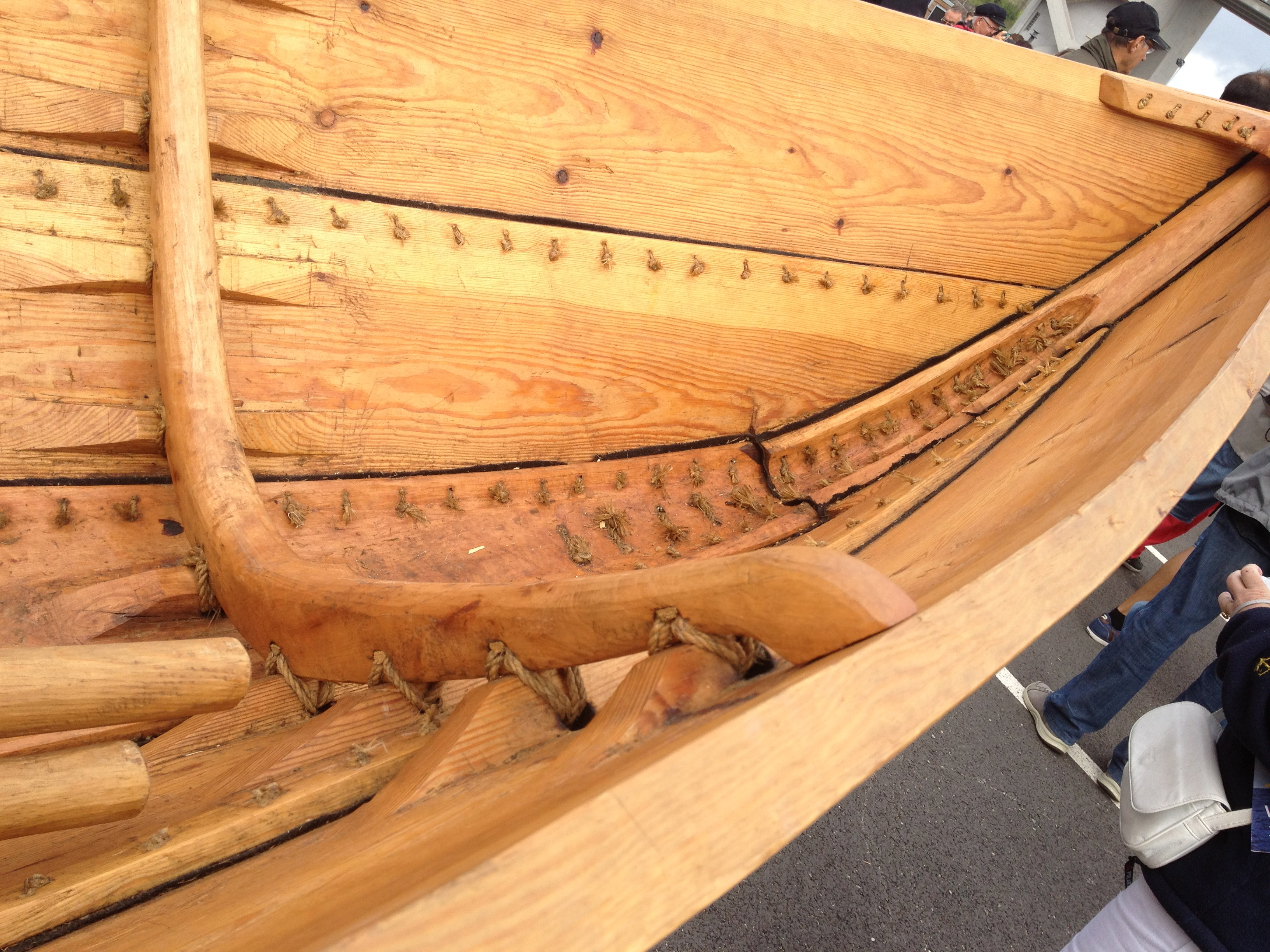
Sur la réplique du bateau de Halsnøy, prise en photo lors de Brest 2012, on peut apercevoir le détail des fixations des virures et des couples.

Le bateau est constitué par l'assemblage de 5 planches . Une large planche centrale faisant office du fond du navire, et étant l'ancêtre de la quille, et de deux planches de chaque côté de cette dernière faisant office de virure.
Le bateau d'Halsnøy ne comporte ni clou, ni rivet, c'est un bateau cousu, les planches en pin sont fixées entre elles à l'aide de corde en écorce de tilleul, les boucles, passant dans des trous d'environ 2 mm de diamètre, étant espacées de 4 à 5 cm. Ces trous était scellés à l'aide de graisse animale. Tout comme le bateau de Hjortspring, les couples étaient fixés sur la coque à l'aide de ces mêmes liens en écorce de tilleul grâce à de nombreuses cales percées (il faut noter que ces cales sont partie intégrante de la planche, celle-ci étant creusée autour, ce qui demande énormément de travail). L'étanchéité du bateau étant assurée au niveau des virures par des tissus de laine imbibée de goudron qu'on insérait entre les planches.
La méthode de coupe du bois, pour créer les planches, est plutôt originale. Le bois n'est pas scié dans la longueur mais « clivé » en quartiers, cela permet d'avoir les cernes du bois dans la diagonale de la planche et non longitudinales, ce qui a pour effet de rendre non seulement les virures plus résistantes aux fissures, mais aussi de rendre les anneaux du bois perpendiculaires au contact de l'eau est donc d'améliorer l'étanchéité.

## Postérité

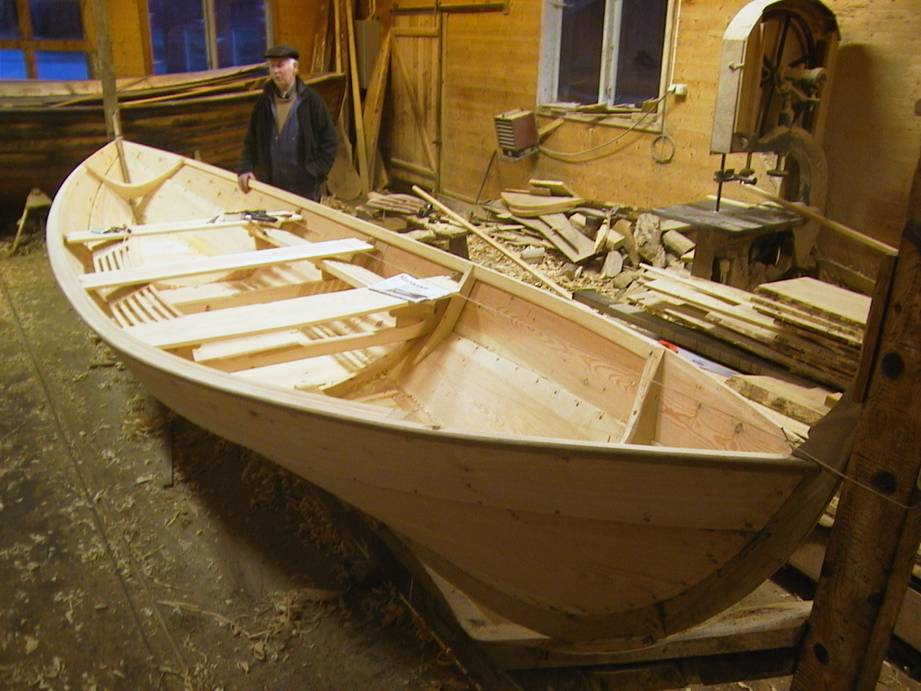
Un oselvar descendant lointain mais aux lignes hydrodynamique voisines du bateau de Halsnøy

Deux fois plus ancien que les navires vikings, le bateau avait une merveilleuse ligne hydrodynamique assez voisine des bateaux de type strandebarmaren et oselvaren qu'on construit encore aujourd'hui.
Au cours des âges ceux-ci sont cependant devenus plus larges et plus hauts et peuvent donc transporter des cargaisons plus importantes que le bateau de Halsnøy.